# Бузано
Бузано (італ. Busano, п'єм. Busan) — муніципалітет в Італії, у регіоні П'ємонт,  метрополійне місто Турин.
Бузано розташоване на відстані близько 550 км на північний захід від Рима, 30 км на північ від Турина.
Населення — 1644 особи (2014).
Щорічний фестиваль відбувається 13 серпня. Покровитель — Santissimo nome di Maria.

## Демографія
Населення за роками:

Станом на 1 січня 2023 року в муніципалітеті офіційно проживало 107 іноземців з 18 країн, серед них 52 громадяни країн Євросоюзу та 1 громадянин України.

## Сусідні муніципалітети
- Барбанія
- Фаврія
- Фронт
- Ольяніко
- Ривара
- Сан-Понсо
- Вальперга
- Вауда-Канавезе